# 弗朗索瓦-爱德华·皮科
弗朗索瓦-爱德华·皮科（法语：François-Edouard Picot；1786年10月10日于巴黎-1868年3月15日于巴黎），是七月王朝时期的法国画家，擅长神话、宗教和历史题材。

## 作品

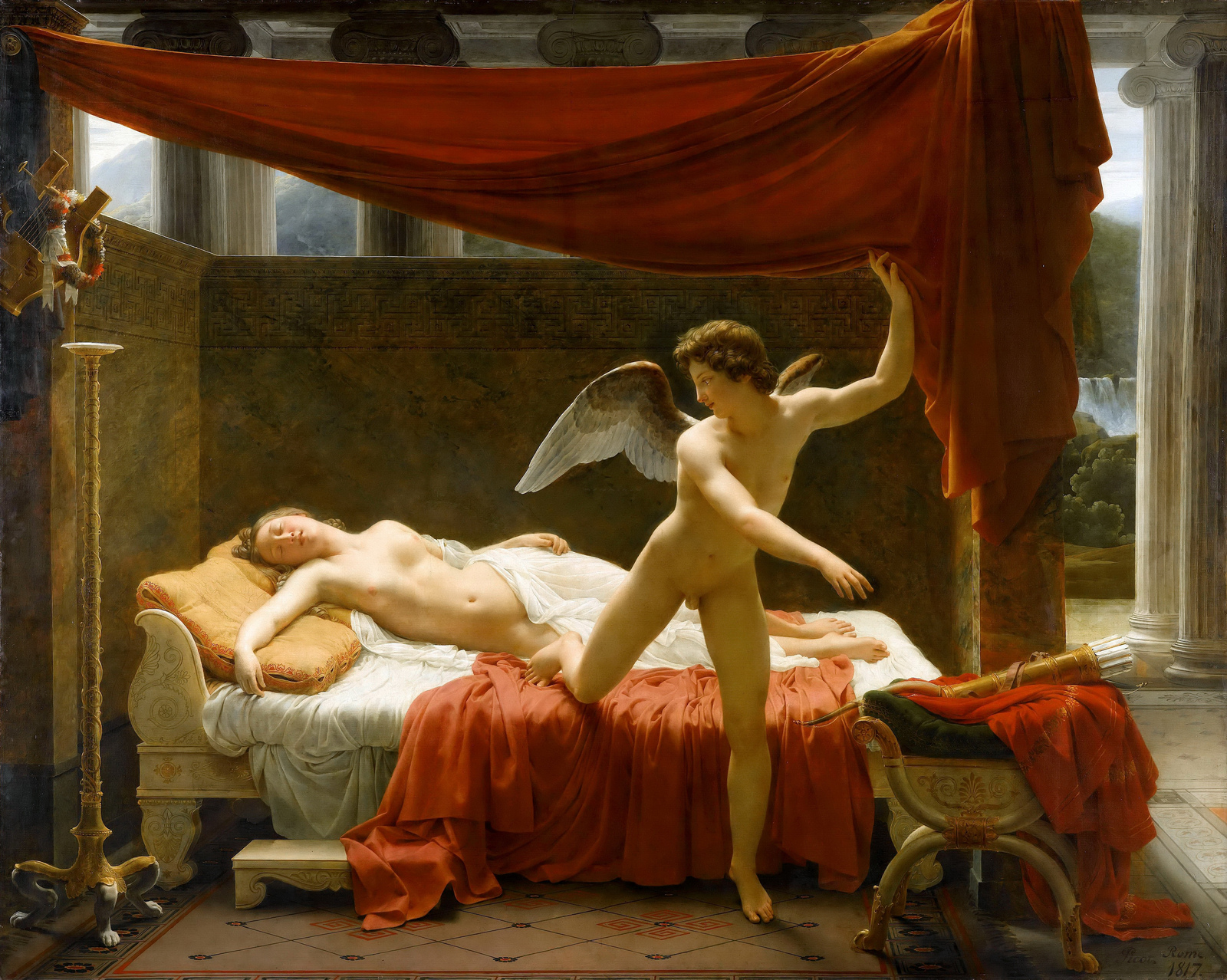
普西莎与爱神
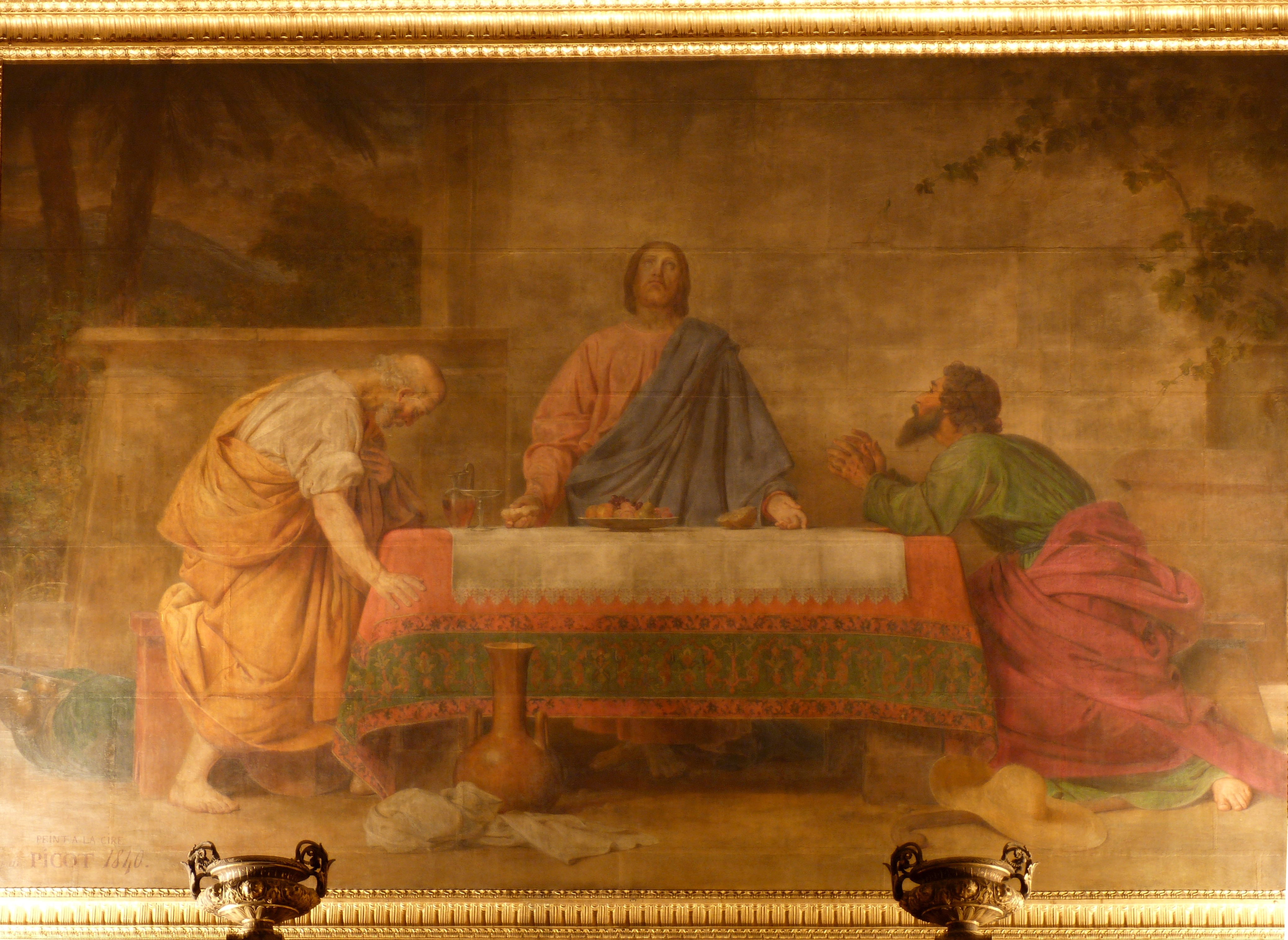
圣丹尼-杜-圣-萨克雷芒教堂的壁画
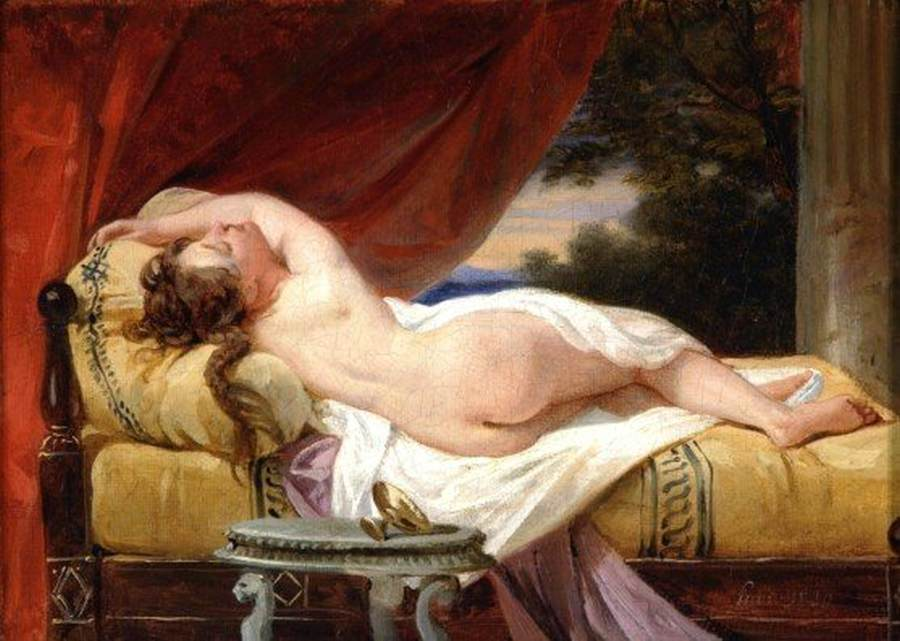
宫女

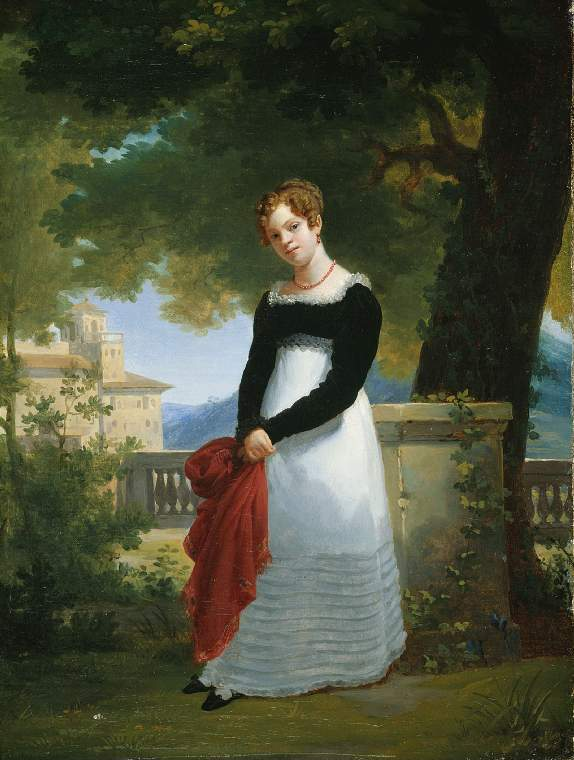
阿德莱德·苏菲·克莱尔的肖像
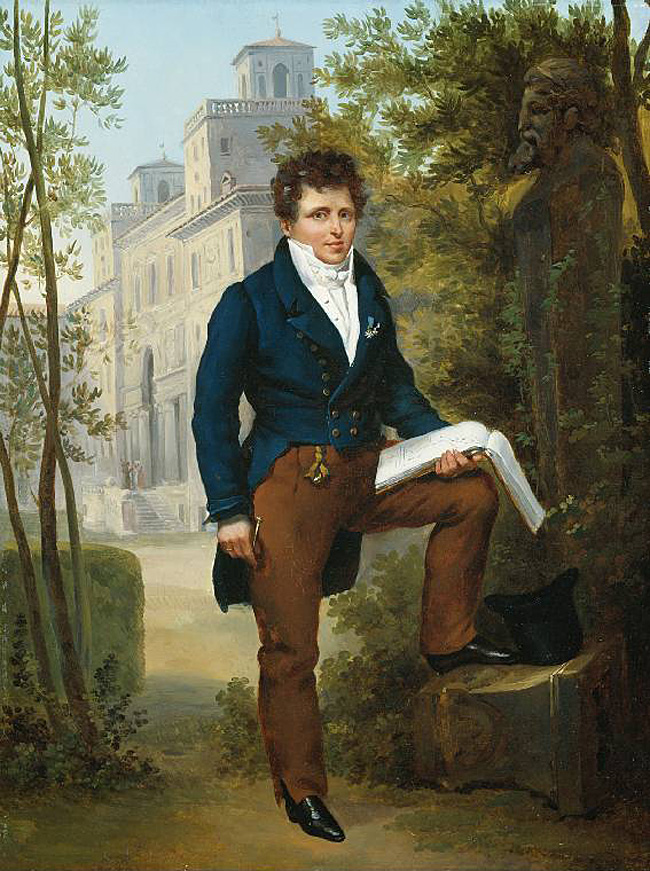
雕塑家尼古拉·皮埃尔·蒂奥利埃的肖像
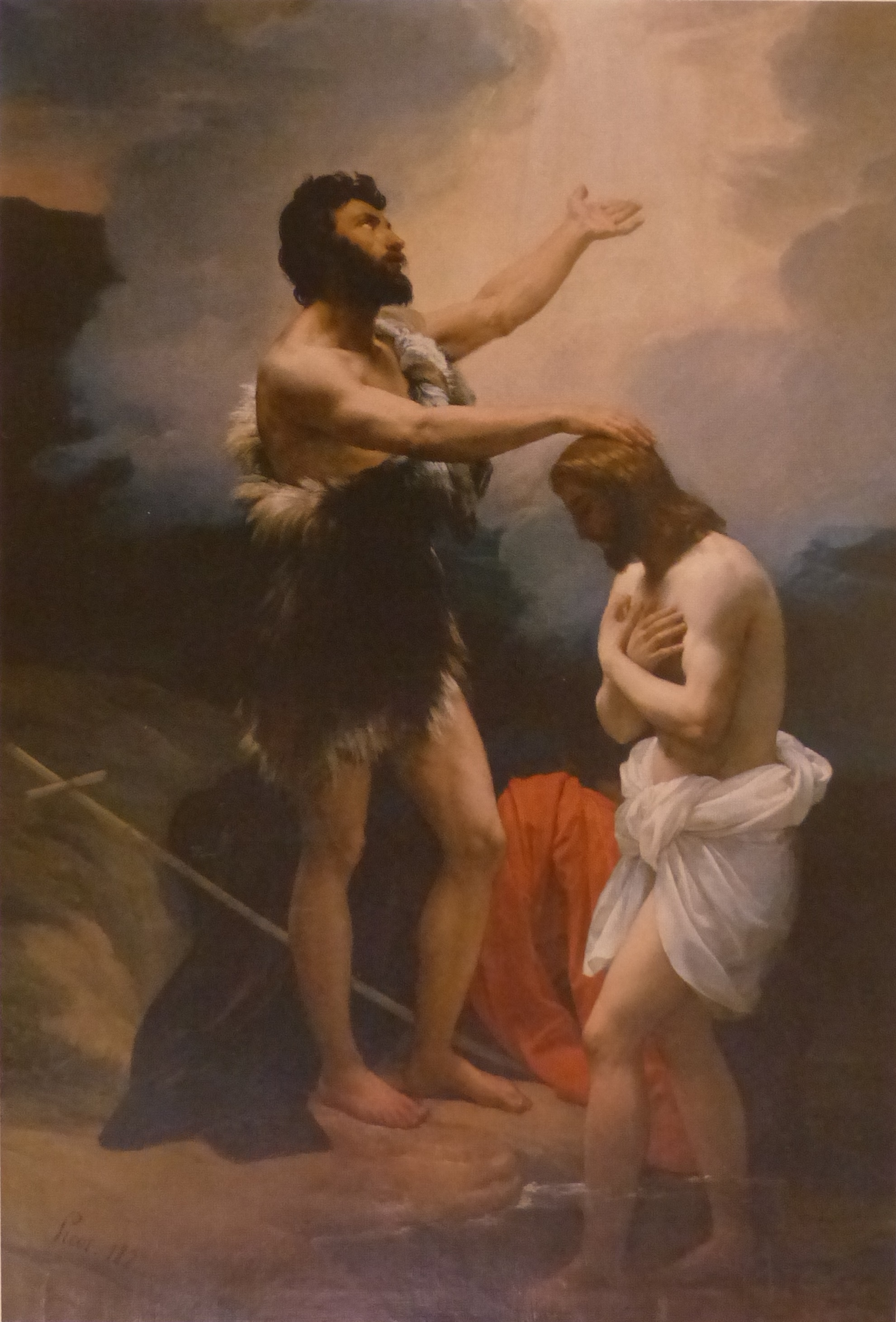
洗礼
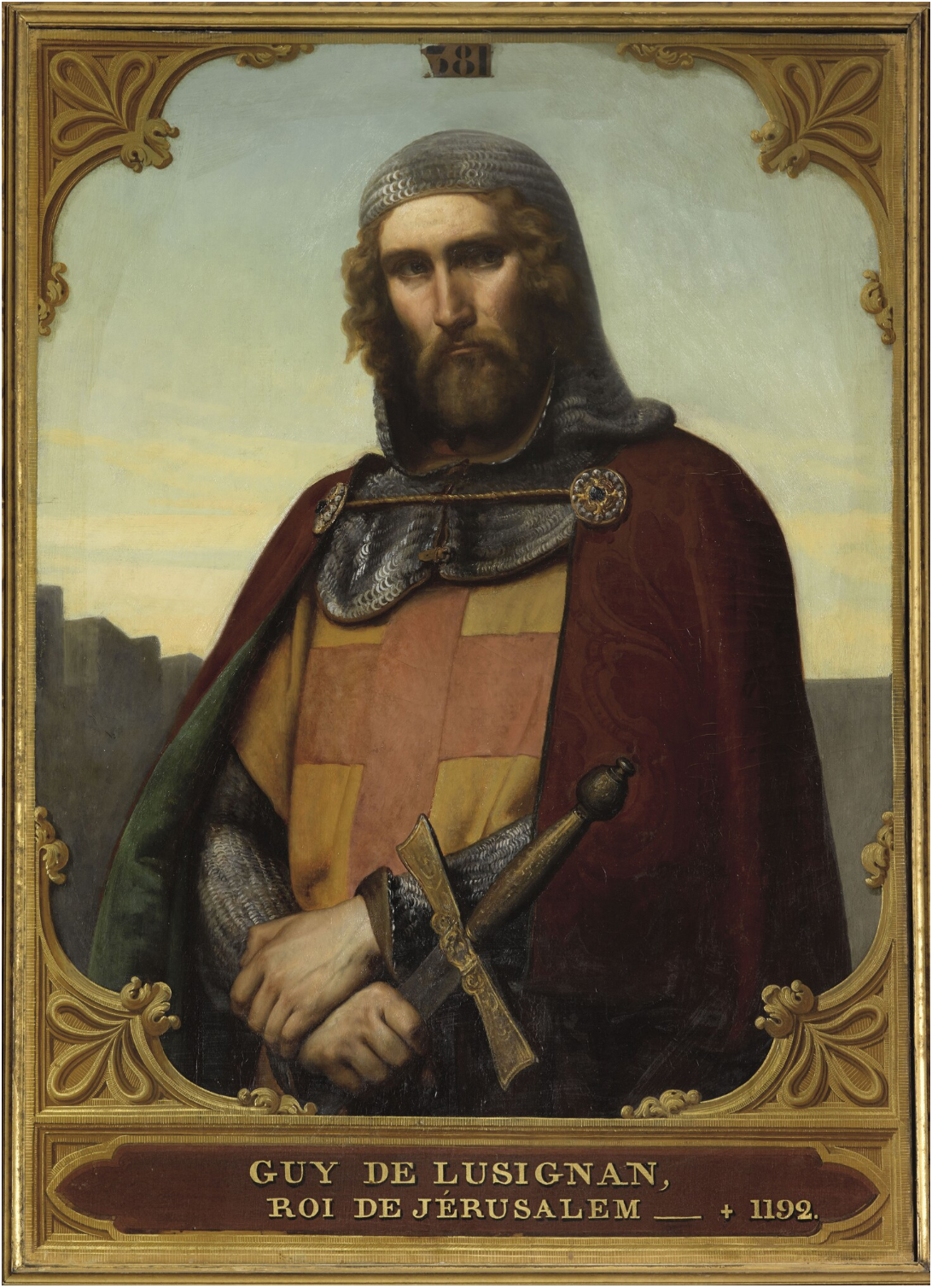
吕西尼昂的居伊

## 脚注
1. ↑  Universalis, Encyclopædia. . Encyclopædia Universalis.   [2021-12-18]. （原始内容存档于2021-12-18） （法语）.
2. ↑  . www.nga.gov.   [2021-12-18]. （原始内容存档于2021-12-18）.